# Xã Springdale, Quận Sumner, Kansas
Xã Springdale (tiếng Anh: Springdale Township) là một xã thuộc quận Sumner, tiểu bang Kansas, Hoa Kỳ. Năm 2010, dân số của xã này là 753 người.